# Собака пішла (мультфільм)
Собака пішла — це безшумний анімований короткий сюжет із зображеннями Матта та Джефа, двох головних персонажів із коміксу Бада Фішера. Мультфільм — восьмий за останнім часом у тривалому серіалі героїв.
Спочатку в чорно-білому кольорі це був один із одинадцяти мультфільмів з Маттом та Джеффом, які були перемальовані кольоровим кольором у 1973 році за допомогою радіо і телебачення.

## Сюжет
Матт був обраний, щоб судити виставку собак. Як схема, він говорить Джефф взяти участь, запевнивши його вийде переможцем.
Пізніше, коли виставка собак ось-ось розпочнеться, Джеф надіває собачий костюм перед входом. На змаганні Матт спостерігає за іншими собаками. Далі Матт підходить до Джеффа, якого він на мить оголошує переможцем. Це викликало велику заздрість у інших собак, коли вони переслідують Джефа зі сцени. Mutt також біжить, щоб врятувати свого приятеля.
Моменти після переслідування Джеффу вдається заманювати собак у контейнер з кінним вагоном. Поки він намагається втекти, водій вагона ловить і кидає його всередину.
Вагона прибуває на ковбасний завод. Потім водій вставляє собак через отвір на стіні заводу, де вони ковзають у машину, яка перетворює їх у ковбаси. Не бажаючи ділитися своєю долею, Джефф намагається зробити все можливе, щоб не потрапити. Після деяких проблем з працівником, що займається мітлою, Джефф частково потрапляє до машини. На щастя, він може зійти, і тільки його собачий костюм пожирає. Тим часом Матт врешті-решт знаходить і заходить у вагон. Як наслідок, водій, думаючи, що залишилася ще одна собака, безсумнівно передає Матта в автомат. Матт якось застрягає на середині, а ноги стирчать. Потім Джефф витягує свого приятеля, поки вони не проскочать через отвір. Коли вони знаходяться на вулиці, Джефф помічає спотворене тіло Матта і сміється. Роздратований цим, Матт фунтує і вибиває Джеффа.